# Несокрушимые Мстители
«Несокрушимые Мстители» (англ. Ultimate Avengers 2, иногда встречается название «Новые Мстители 2») — американский анимационный научно-фантастический мультфильм 2006 года, созданный Marvel Studios по комиксу «Абсолютные» об альтернативной версии суперкоманды Мстители Marvel. Является сиквелом к мультфильму «Новые Мстители».

## Сюжет
Команда супергероев под командованием Капитана Америки отправляется в Африку, где был вероломно убит король одного из древних племен. Теперь смертельная опасность угрожает его сыну — Черной Пантере. Именно ему предстоит унаследовать трон и сверхъестественные способности отца.
Генерал Кляйзер, желая обрести мировое господство с целью возродить Третий Рейх, стремится завладеть могучим артефактом, который мужественно защищает племя Пантеры. Но выстоять против могучей армии Кляйзера практически невозможно. Только с помощью знаменитых героев у Черной Пантеры есть шанс спасти мир от катастрофы.

## Основные персонажи
Капитан Америка / Стив Роджерс (озвучил Джастин Гросс)
Лидер команды и самый старший по возрасту. Является частью эксперимента «Формула суперсолдата», данные по которому полностью уничтожены. Оружие: щит из вибраниумо-стального сплава
Ник Фьюри (озвучил Андре Уэр)
Начальник секретной службы США, но не отсиживается в кабинете. Владеет всеми видами оружия и боевых искусств. Носит на лице повязку, так как потерял глаз на войне. Иногда носит костюм-невидимку.
Чёрная вдова (озвучила Оливия Д’Або)
Профессиональная наемница, владеет всеми видами оружия. Любит стрелять с двух рук. В фильме испытывает некоторую симпатию к Стиву Роджерсу.
Железный человек / Тони Старк (озвучил Марк Уорден)
Учёный и владелец собственной компании по производству оружия. Ведет разгульный образ жизни. Придумал себе доспехи из специального сплава, в которых совершает подвиги.
Халк / Брюс Бэннер (озвучил Майкл Масси — Бэннер, Фред Таташор — Халк)
Учёный работающий на правительство. В приступе ярости превращается в зелёное чудовище невероятной силы. С помощью «Формулы суперсолдата» хочет научиться контролировать свои силы.
Тор (озвучил Дэвид Бот)
Норвежский моряк, возомнивший себя сыном Одина (или являющимся таковым). Может повелевать погодой и метать молнии. У него есть молот, который никто не может поднять (в финальной битве первой части этот молот поднимает Халк).
Великан / Хэнк Пим (озвучил Дэвид Бот)
Учёный, который ранее работал на правительство, но позже решил работать самостоятельно. Может мысленно контролировать муравьёв, а также увеличиваться до очень больших размеров. Умирает в конце фильма.
Оса / Джанет Пим (озвучила Грэй ДеЛисл)
Жена и помощница Хэнка. Может уменьшаться до маленьких размеров. Также может стрелять термической смесью, способном прожигать даже металл.
Бетти Росс (озвучила Нэн МакНамара)
Женщина-учёный, работает на правительство вместе с Брюсом Бэннером. Была его возлюбленной, но из-за того, что он не может контролировать Халка, они расстались.
Чёрная Пантера / Т’Чалла (озвучила Дейв Феной)
Король африканского государства Ваканды.

## Награды и номинации
| Номинации | Номинации                    | Номинации                            | Номинации                     |
| Год       | Премия                       | Категория                            | Номинант                      |
| --------- | ---------------------------- | ------------------------------------ | ----------------------------- |
| 2007      | Motion Picture Sound Editors | Лучший звуковой монтаж фильма на DVD | команда звукооператоры фильма |